# IEEE 802.1
IEEE 802.1 és un grup de treball del projecte IEEE 802 de l'IEEE Standards Association.
Es tracta de:
- 802 Arquitectura LAN/MAN
- connexió a Internet entre 802 LAN, MAN i xarxes d'àrea àmplia
- Seguretat d'enllaços 802
- 802 gestió general de la xarxa
- capes de protocol per sobre de les capes MAC i LLC

Pont i gestió LAN/MAN. Cobreix la gestió i les subcapes inferiors de l'OSI Layer 2.

## Estàndards IEEE 802.1
| Estàndard              | Descripció | Status                     |
| ---------------------- | --- | -------------------------- |
| 802.1B                 | |                            |
| 802.1B-1992            | Gestió de LAN/MAN | Retirat el 2004            |
| 802.1k-1993            | Descobriment i control dinàmic del reenviament d'esdeveniments (esmena a 802.1B-1992)                                                                          | Retirat el 2004            |
| 802.1D                 | |                            |
| 802.1D-1990            | Pont MAC | Substituït per 802.1D-1998 |
| 802.1i-1995            | Pont FDDI (veieu ANSI X3T9.5) | Superseded                 |
| 802.1j-1996            | Managed objects per Pont MAC | Substituït per 802.1D-1998 |
| P802.1p                | Agilització de classes de trànsit i filtratge dinàmic de multidifusió                                                                                          | Integrat dins802.1D-1998   |
| 802.1D-1998            | Pont MAC (acumulació de 802.1D-1990, 802.1j, 802.6k, P802.12e i P802.1p)                                                                                       | Substituït per 802.1D-2004 |
| P802.1r                | Protocol de registre d'atributs propietaris de GARP (GPRP) | Withdrawn                  |
| 802.1t-2001            | Correccions tècniques i editorials per a 802.1D-1998 | Incorporat dins802.1D-2004 |
| 802.1w-2001            | Reconfiguració ràpida de Spanning Tree | Incorporat dins802.1D-2004 |
| P802.1y                | Mainteniment a 802.1D-1998 | Integrat dins802.1D-2004   |
| 802.1D-2004            | Pont MAC (acumulació de 802.1D-1998, 802.1t, 802.1w, P802.1y i 802.11c)                                                                                        | Incorporat dins802.1Q-2014 |
| 802.1E                 | |                            |
| 802.1E-1990            | System Load Protocol | Retirat el 2004            |
| 802.1m-1993            | Managed objects per al protocol de càrrega del sistema (esmena a 802.1E-1990)                                                                                  | Retirat el 2004            |
| 802.1F                 | |                            |
| 802.1F-1993            | Definicions i procediments comuns per a la informació de gestió IEEE 802                                                                                       | Retirat el 2009            |
| 802.1G                 | |                            |
| 802.1G-1996            | Pont MAC remot | Retirat el 2009            |
| 802.1H                 | |                            |
| 802.1H-1995            | Pont MAC Ethernet | Retirat el 2011            |
| 802.1Q                 | |                            |
| 802.1Q-1998            | Virtual LANs | Substituït per 802.1Q-2003 |
| 802.1v-2001            | Classificació de VLAN per protocol i port | Incorporat dins802.1Q-2003 |
| 802.1u-2001            | Correccions tècniques i editorials per a 802.1Q-1998 | Incorporat dins802.1Q-2003 |
| 802.1s-2002            | Multiple Spanning Trees | Incorporat dins802.1Q-2003 |
| 802.1Q-2003            | Virtual LANs (COntinuació de 802.1Q-1998, 802.1s, 802.1u i 802.1v)                                                                                             | Substituït per 802.1Q-2005 |
| P802.1z                | Mainteniment a 802.1Q-2003 | Integrat dins802.1Q-2005   |
| 802.1Q-2005            | Ponts VLAN (Continuació de 802.1Q-2003 i P802.1z) | Substituït per 802.1Q-2011 |
| 802.1ad-2005           | Pont de proveïdors | Incorporat dins802.1Q-2011 |
| 802.1ak-2007           | Substituïu GARP per Protocol de registre múltiple (MRP), MVRP i MMRP.                                                                                          | Incorporat dins802.1Q-2011 |
| 802.1ag-2007           | Gestió d'errors de connectivitat | Incorporat dins802.1Q-2011 |
| 802.1ah-2008           | Bridge Backbone del proveïdor (PBB) | Incorporat dins802.1Q-2011 |
| 802.1Q-2005/Cor1-2008  | Correccions tècniques per al protocol de registre múltiple | Incorporat dins802.1Q-2011 |
| 802.1ap-2008           | Definicions de la base d'informació de gestió (MIB) per a ponts VLAN                                                                                           | Incorporat dins802.1Q-2011 |
| 802.1aj-2009           | Relé MAC de dos ports (TPMR) | Incorporat dins802.1Q-2011 |
| 802.1Qav-2009          | Millores de reenviament i cua per a fluxos sensibles al temps                                                                                                  | Incorporat dins802.1Q-2011 |
| 802.1Qaw-2009          | Gestió d'errors de connectivitat basats en dades i dependents de dades                                                                                         | Incorporat dins802.1Q-2011 |
| 802.1Qay-2009          | Enginyeria de trànsit del pont troncal del proveïdor (PBB-TE)                                                                                                  | Incorporat dins802.1Q-2011 |
| 802.1Qat-2010          | Protocol de reserva de flux (SRP) (inclou el protocol de registre de flux múltiple (MSRP))                                                                     | Incorporat dins802.1Q-2011 |
| 802.1Qau-2010          | Gestió de la congestió | Incorporat dins802.1Q-2011 |
| 802.1Q-2011            | Ponts de control d'accés a mitjans (MAC) i xarxes d'àrea local amb pont virtual (acumulació de 802.1Q-2005+Cor-1 i 802.1ad/ag/ah/aj/ak/ap/Qat/Qav/Qaw/Qay/Qau) | Substituït per 802.1Q-2014 |
| 802.1Qaz-2011          | Selecció de transmissió millorada per compartir ample de banda entre classes de trànsit                                                                        | Incorporat dins802.1Q-2014 |
| 802.1Qbb-2011          | Control de flux basat en prioritats | Incorporat dins802.1Q-2014 |
| 802.1Qbc-2011          | Proveïdor de pont: interfície remota d'atenció al client | Incorporat dins802.1Q-2014 |
| 802.1Qbe-2011          | Protocol de registre d'identificador d'instància de servei de backbone múltiple (I-SID) (MIRP)                                                                 | Incorporat dins802.1Q-2014 |
| 802.1Qbf-2011          | Protecció del segment d'infraestructura PBB-TE | Incorporat dins802.1Q-2014 |
| 802.1aq-2012           | Shortest Path Bridging (SPB) | Incorporat dins802.1Q-2014 |
| 802.1Qbg-2012          | Edge Virtual Bridging | Incorporat dins802.1Q-2014 |
| 802.1Q-2011/Cor 2-2012 | Correccions tècniques i editorials menors a 802.1Q-2011 | Incorporat dins802.1Q-2014 |
| 802.1Q-2018            | Ponts i xarxes pontades ((agregació de 802.1Q-2014+Cor1 i 802.1Qca/Qcd/Qbu/Qbv/Qbz/Qch/Qci)                                                                    | Actual                     |
| 802.1Qcc-2018          | Millores del protocol de reserva de flux (SRP) i millores de rendiment                                                                                         | Actual                     |
| 802.1Qcp-2018          | YANG Data Model | Actual                     |
| 802.1Qcy-2019          | Protocol de descoberta i configuració de la interfície d'estació virtual (VSI) (VDP)                                                                           | Actual                     |
| 802.1Qcj               | Connexió automàtica als serveis de pont troncal del proveïdor (PBB).                                                                                           | En progrés                 |
| 802.1Qcr-2020          | Ponts i xarxes pontades: modelatge de trànsit asíncron | Actual                     |
| 802.1Qcw               | Models de dades YANG per a trànsit programat, preempció de marcs i filtratge i control per flux                                                                | En progrés                 |
| 802.1Qcx-2020          | Model de dades YANG per a la gestió d'errors de connectivitat                                                                                                  | Actual                     |
| 802.1Qcz               | Aïllament de congestió | En progrés                 |
| 802.1Qdd               | Protocol d'assignació de recursos | En progrés                 |
| 802.1Qdj               | Millores de configuració per a xarxes sensibles al temps | En progrés                 |
| 802.1Qdq               | Configuració dels paràmetres del modelador per a trànsit intens que requereix una latència limitada                                                            | En progrés                 |
| P802.1Q-Rev            | Ponts i xarxes pontades (agrupació de 802.1Qcc/Qcp/Qcy/Qcr/Qcx)                                                                                                | En progrés                 |

| 802.1X |

| 802.1X-2020 | Control d'accés a la xarxa basat en ports | Actual |

| 802.1AB |

| 802.1AB-2016 | Descobriment de connectivitat de control d'accés a estacions i mitjans (LLDP)                                                         | Actual     |
| 802.1ABcu    | Model de dades LLDP YANG | En progrés |
| 802.1ABdh    | Descobriment de connectivitat de control d'accés a estacions i mitjans: suport per a unitats de dades de protocol multiframe (LLDPv2) | En progrés |

| 802.1AC |

| 802.1AC-2016      | Definició dels serveis de control d'accés a mitjans (MAC). | Actual     |
| 802.1AC-2016/Cor1 | EtherType d'encapsulació de control d'enllaç lògic (LLC).  | En progrés |
| 802.1ACct         | Suport per IEEE Std 802.15.3                               | En progrés |

| 802.1AE |

| 802.1AE-2018 | MAC Seguretat (MACsec)                                                       | Actual     |
| 802.1AEdk    | Seguretat de control d'accés a mitjans (MAC) — Protecció de privadesa de MAC | En progrés |

| 802.1AR |

| 802.1AR-2018 | Identitat del dispositiu segur (DevID) | Actual |

| 802.1AS |

| 802.1AS-2020      | Temporització i sincronització per a aplicacions sensibles al temps                                      | Actual     |
| 802.1ASdm         | Temporització i sincronització per a aplicacions sensibles al temps - Hot Standby                        | En progrés |
| 802.1AS-2020/Cor1 | Temporització i sincronització per a aplicacions sensibles al temps - Correccions tècniques i editorials | En progrés |